# 恩基希
恩基希是德国莱茵兰-普法尔茨州的一个市镇。总面积25.43平方公里，总人口1599人，其中男性792人，女性807人（2011年12月31日），人口密度63人/平方公里。